# قلعه دزدبند شهرستانک
قلعه دزدبند شهرستانک یا قلعه دختر شهرستانک مربوط به دوره ساسانیان است و در شهرستان کرج، بخش آسارا، روستای شهرستانک واقع شده است. این اثر در تاریخ ۱۷ اسفند ۱۳۸۱ با شمارهٔ ثبت ۸۰۰۵ به‌عنوان یکی از آثار ملی ایران به ثبت رسیده است.